# Cerro Viedma
El cerro Viedma o también llamado "Nunatak Viedma" es un monte subglacial ubicado en la vertiente de hielo oriental del campo de hielo patagónico sur. Más precisamente, se encuentra dentro de la corriente principal del glaciar Viedma, el cual descarga sus hielos en el lago homónimo. Se ubica dentro de la zona en litigio entre Chile y Argentina. Antiguamente se consideraba un volcán debido a depósitos se observaron en 1988 llamando la atención de muchos, esto fue causado por deslizamientos, remoción de masa o el mismo deshielo del glaciar, tras una expedición se confirmó que no eran de origen volcánico, sino, rocas sedimentarias. En abril de 2019 el Viedma dejó de considerarse como volcán por el Programa de Vulcanismo Global desapareciendo en la lista de volcanes y monitoreo.
Sus vecinos más cercanos el volcán Lautaro en el norte y el volcán Aguilera en el sur.